# Valdir Vasconcelos
Valdir Vasconcelos (Santo Antônio do Aventureiro, 7 de novembro de 1924 - Rio de Janeiro, 25 de outubro de 1995) foi um militar brasileiro, que ocupou o posto de tenente-brigadeiro da Aeronáutica.
Filho de Eudóxio de Vasconcelos e de Antonina Atademo de Vasconcelos.
Foi chefe do Estado-Maior das Forças Armadas no governo João Figueiredo, de 18 de janeiro de 1983 a 15 de março de 1985.